# Hochstuhl
Der Hochstuhl (veraltet Stou, slowenisch Stol) ist ein Berg an der Grenze zwischen Kärnten (Österreich) und Slowenien. Mit einer Höhe von 2237 m ü. A. bildet er die höchste Erhebung der Karawanken. Seine scharfen Nordabbrüche bilden einen imposanten Talschluss des Kärntner Bärentals.

## Name
Der Name „Hochstuhl“ ist im Volksglauben begründet; von Osten gesehen hat die Form des Berges Ähnlichkeiten mit einem Stuhl. Die deutsche Bezeichnung wurde von Ludwig Jahne im ersten Karawankenführer 1882 auf „Anregung mehrerer Kärntner Alpenfreunde“ eingeführt. Sie stellt eine Übersetzung des slowenischen „Stol“ dar. Zuvor wurde der Bergname im Deutschen als „Stou“ wiedergeben, was phonetisch dem slowenischen „Stol“ entspricht.

## Lage und Umgebung
Der Hochstuhl erhebt sich auf den Gemeindegebieten von Feistritz im Rosental auf österreichischer Seite sowie Žirovnica auf slowenischer Seite. Die Grenze verläuft über den Gipfel entlang der Drau-Save-Wasserscheide und ist dort mit dem Grenzstein XXV/135 gekennzeichnet. Dem Hauptgipfel unmittelbar südlich vorgelagert ist der Kleine Stuhl (2172 m). Der aus Dachsteinkalk aufgebaute Hochstuhl bricht nach Norden hin mit einer 500 Meter hohen Wand in das große Hochstuhlkar ab. Die Nordwand ist stark zerfurcht, brüchig sowie in zahllose Rinnen und Schluchten gegliedert. Nach Süden weist der Berg vergleichsweise weniger steile Wiesenflanken auf.
Nach Osten fällt der Hochstuhl in das kleinere Kar Melo ab. Dieses wird im Norden durch die scharfen Felsgipfel Marthaspitze (2116 m), Klagenfurter Spitze (2104 m) und die Edelweißspitzen (1995 m) begrenzt, ehe sich der nach Osten ziehende Grat des Hochstuhls in den Bielschitzasattel (1840 m) senkt. Dieser verbindet das Hochstuhl-Massiv mit jenem der Wertatscha (2180 m). Nach Westen zieht der Kamm vom Hochstuhl-Gipfel über den Ludwig-Jahne-Kopf (2018 m), den Weinasch (2104 m) und den Mali Vrh (2017 m), ehe er sich stärker in den Bärensattel (1698 m) senkt. Dieser bildet den Übergang zur Bärentaler Kotschna (1944 m).

## Touristische Erschließung

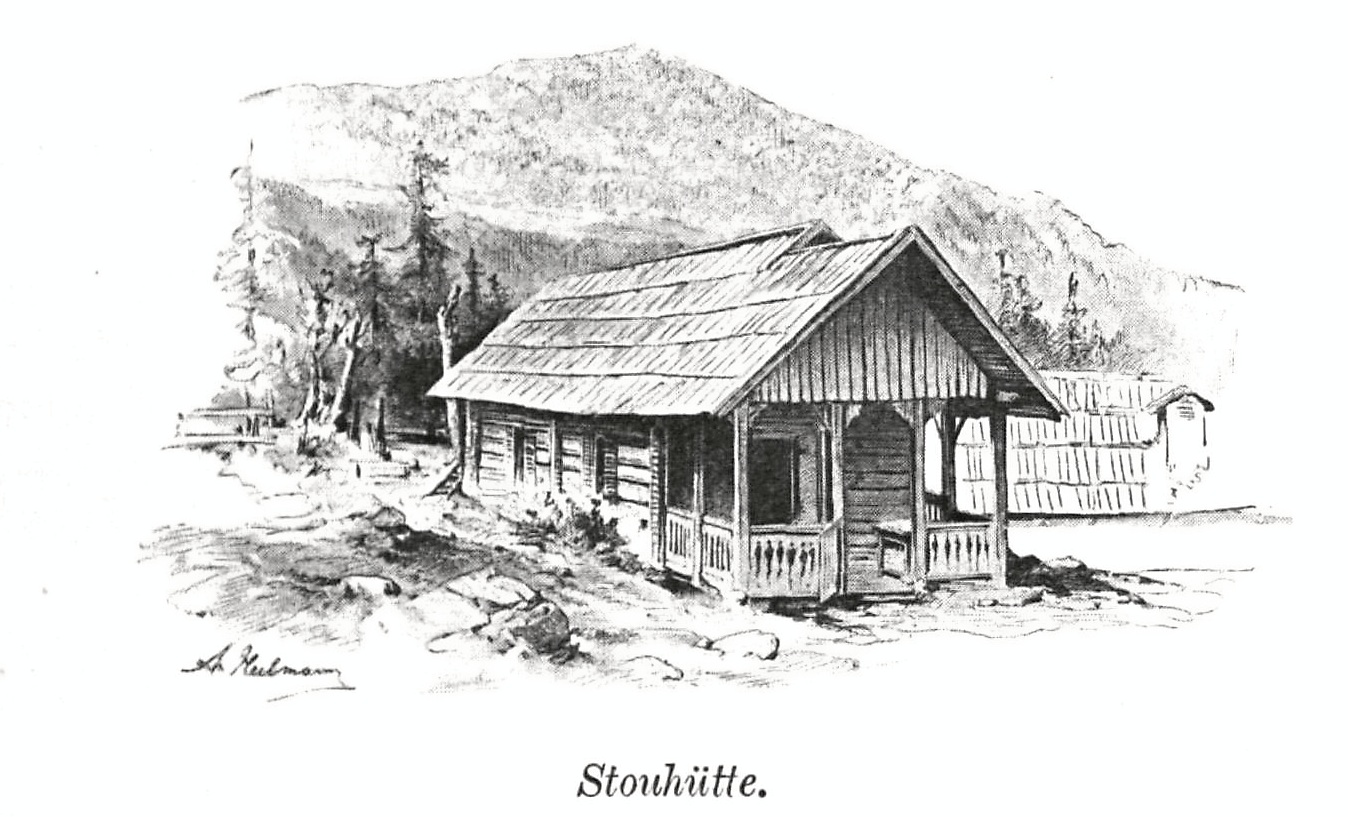
Stouhütte um 1894

Die erste touristische Besteigung gelang am 17. August 1794 dem österreichischen Naturwissenschaftler Franz von Hohenwart auf Einladung von Sigmund Zois von Edelstein. Er stieg geführt vom Wocheiner Bergsteiger Legat von Jauerburg (Javornik) über den Bärensattel von der Westseite auf den Gipfel. Ein ausführlicher Besteigungsbericht wurde 1838 in Beiträge zur Naturgeschichte, Landwirtschaft und Topographie des Herzogthums Krain veröffentlicht. Die erste Begehung der Nordwand gelang rund 100 Jahre später Karl Greenitz und Roderich Kaltenbrunner am 9. September 1906.
Zur Besteigung des Hochstuhls werden bereits Ende des 19. Jahrhunderts alpine Schutzhütten eröffnet. Den Anfang machte der Österreichische Touristenklub, der das Gebäude der Bergbauverwaltung der Krainischen Industriegesellschaft (1181 m) auf eine Terrasse unterhalb der Geröllfelder südlich des Hochstuhl-Gipfels übernahm und 1883 unter dem Namen Valvasor-Schutzhaus als alpine Schutzhütte eröffnete. Am 14. August 1886 wurde zudem von der Sektion Klagenfürt des Deutschen und Österreichischen Alpenvereins die Stouhütte (960 m) im Bärental – ein adaptiertes Jägerhaus – als Stützpunkt für Touren auf den Hochstuhl von der Nordseite eröffnet.
Am 16. September 1906 wurde die Stouhütte in ihrer Funktion durch die neue und besser gelegene Klagenfurter Hütte (1664 m) in der Nähe des Bielschitzasattels, an den Südhängen des Kosiaks abgelöst. Der Slowenische Alpenverein eröffnete zudem in unmittelbarer Gipfelnähe am Kleinen Stuhl am 31. Juli 1910 die Preschern-Hütte. Während des Zweiten Weltkriegs wurden alle drei Stützpunkte von Partisanen niedergebrannt. Erst nach zwei Jahrzehnten konnten sie wiederaufgebaut neu eröffnet werden.

## Anstiege
Der österreichische Normalweg führt von der Klagenfurter Hütte (1664 m) nach Süden durch das Bielschitzakar auf den Bielschitzasattel (1840 m). Von dort dann – einige Höhenmeter verlierend – in das slowenische Hochstuhlkar Melo rechtshaltend durch weit ausladende Geröllfelder in den Stuhlsattel und weiter bis zum Gipfel. Das Kar ist auch von Süden kommend vom Završnica-Tal zu erreichen. Im Winter wird von Skitourengehern meist aus dem Bodental über den Wertatschasattel (1845 m), an der Bielschitza vorbei bis zur Kreuzung mit dem von der Klagenfurter Hütte kommenden Sommerweg zugestiegen. Der slowenische Normalweg führt vom Valvasor-Schutzhaus recht direkt über die Südhänge zum Gipfel.
Durch die Nordflanke des Berges führt zudem der rund 500 Höhenmeter lange und populäre Hochstuhl-Klettersteig (B/C). Er wurde 1966 bis 1967 von der Ortsstelle Klagenfurt des Österreichischen Bergrettungsdienstes unter der Leitung von Fritz Havranek angelegt und 2000 im unteren Teil etwas verlängert. Klettertouren werden meist nur an der Klagenfurter Spitze (2104 m) und an den Edelweißspitzen (1995 m) begangen, da sich die Hochstuhl-Nordwand als zu brüchig erweist.